# 紫頜裸胸鱔
紫頜裸胸鱔，又稱紫頜裸胸鯙，為輻鰭魚綱鰻鱺目鯙亞目鯙科的其中一種，分布於西大西洋區，從美國佛羅里達州南部至巴西，東大西洋區，包括馬德拉群島、亞速群島、維德角群島、加那利群島等海域，棲息深度可達145公尺，體長可達122公分，生活在珊瑚礁、岩礁區，夜間覓食，屬肉食性，以魚類、甲殼類等為食，可做為食用魚及觀賞魚。

## 擴展閱讀
維基物種上的相關：紫頜裸胸鱔